# Monoposthia hexalata
Monoposthia hexalata är en rundmaskart som beskrevs av Benjamin G. Chitwood 1936. Monoposthia hexalata ingår i släktet Monoposthia och familjen Monoposthiidae. Inga underarter finns listade i Catalogue of Life.